# Esperanto II
Esperanto II o Esperanto 2 es una reforma del Esperanto propuesto por René de Saussure en 1937.

## Principales diferencias
La ortografía y fonología fueron eliminadas los diacríticos y algunos sonidos: J se convierte en Y, Ĵ y Ĝ confunden a J, Ŭ se convierte en W, Ĉ se convierte en CH, Ŝ se convierte en SH, KV se convierte en Q, KZ y KS se convierte en X, EJ se convierte en E.
Varias de las inflexiones gramaticales fueron cambiados. El acusativo es en -u, que reemplaza la vocal final de los sustantivos, pronombres, y correlativos (ju para ĝin, tu para tiom), y para el plural se añade -n a ambos sustantivos y pronombres (lin "ellos", lina "su"). Ninguno de los sufijos afectan a los adjetivos, que no tengan concordancia con su sustantivo. La serie de correlativos tiu, ĉiu se convierten en ta, cha cuando se modifica un sustantivo. El sufijo indefinido -aŭ es remplazado con el adverbial -e, y el incoativo -iĝ- por -ev-.
Un gran número de pequeñas palabras gramaticales también han sido sustituidas, tales como ey de Kaj "y", ĉe "a", y ki para ol "que". El trabajo de la preposición de "de, por, desde" está dividida en varias preposiciones más específicas.
Además, el proyecto introdujo cognados internacionales cuando se cognados fueron reconocidos con facilidad; por ejemplo, se utilizó para skolo "escuela" en lugar de lernejo del Esperanto estándar (una derivación de lerni, "aprender"). Skolo desde entonces ha sido adoptado por el esperanto en el sentido de "una escuela de pensamiento", que es la forma en que se utiliza en el siguiente pasaje. raíces antonimia como el comercio de malfrue "tarde" y a malmulte "pocos" se utilizan hoy en poesía del Esperanto, a pesar de que se parecen el Ido y el Esperanto pueden haberlas adquirido de este idioma.

## Historia
Fue el último de una serie de treinta años de las propuestas que el autor comenzó en 1907, como una respuesta a el idioma Ido, con un proyecto llamado antes Lingwo Internaciona, y más tarde Antido 1 por su seudónimo. Entre el Antido 1 y el esperanto II, se siguieron los siguientes proyectos: Antido 2 (1910), Lingvo Kosmopolita (1912), Lingvo Internatsia de Antido (1917), Reformita Esperanto (1917), Esperantido de Antido (1919-1924), Nov-esperanto / Idiomo Mondialo (1925-1932).
Fue mencionado en el libro Curso de lingüística general de su hermano Ferdinand de Saussure.
Fue uno de los idiomas examinados por la AILA (Asociación Internacional de la Lengua Auxiliar), el organismo de la investigación lingüística que eventualmente estandarizada e introdujo la interlingua.

## Ejemplo
Los cambios del Esperanto estándar que involucran la ortografía se resaltan en este pasaje del ejemplo y se explica a continuación.

### Esperanto II
Vizitinte perhazarde la 2-a Universala Kongresu de Esperanto be Genevo (te 1906), mi farevis Esperantisto ey partoprenis tie la fondu de la Int(ernacia) Scienca Asocio Esperantista, kaes mi estis elektata sekretaro. Dum pli longe ki qin yaron mi anke estis chef-redaktoro de la Int(ernacia) Scienca Revuo, la oficiala organo de ta Asocio, kay tiam havis pliente ki 800 membrun. En 1907 okazis la 3-a Universala Kongreso de Esperanto be Cambridge, kaw mi anke beestis ey kie mia projekto de internacia helpmono estis akceptata di la Kongreso. Pos ta Kongreso aperis la riformprojekto Ido, verkita di Markezo de Beaufront ey Prof. Couturat. Mi tuy konsciis, ke ta projekto estas tute ne konforma al la spirito de Esperanto, kaes rimarkinda flexeblu Ido detruis per logika derivsistemo tro rigida por la chataga uzado de la lingvo skribe ey parole, ey dey ta tago mi komencis rifuti la pretendun de Ido en la Int(ernacia) Scienca Revuo. Dum mia laboro por la riformo de Esperanto mi examenis ne nur la projektu Ido, sed anke la interlingvun el la skolo "naturista" (Occidental, Latino sine flexione, etp.). Tala lingvoprojekton estas interesa, sed lina awtoron forgesis, ke la ple malfacila parto de la interlingva problemo ne estas la facila kompreno por la Okcidentanon, sed la facila parolado por cha popolon de la terglobo. Ey lo ankore pli malfacila ne estas krei interlingvu, sed ju vivigi, ey tu sukcesis nur Esperanto; forlasi la bazu Esperanta ey la grandega laboru yam farita di la Esperantiston estus vera frenezajo, tiente pli ke la Esperantiston niam akceptos lingvu tute nova.

### Esperanto estándar
Vizitinte perhazarde la 2-an Universalan Kongreson de Esperanto ĉe Genevo (je 1906), mi fariĝis Esperantisto kaj partoprenis tie la fondon de la Int(ernacia) Scienca Asocio Esperantista, de kiu mi estis elektata sekretaro. Dum pli longe ol kvin jaroj mi ankaŭ estis ĉef-redaktoro de la Int(ernacia) Scienca Revuo, la oficiala organo de tiu Asocio, kiu tiam havis pli ol 800 membrojn. En 1907 okazis la 3-a Universala Kongreso de Esperanto ĉe Cambridge, kiun mi ankaŭ ĉeestis kaj kie mia projekto de internacia helpmono estis akceptata de la Kongreso. Post tiu Kongreso aperis la riformprojekto Ido, verkita de Markezo de Beaufront kaj Prof. Couturat. Mi tuj konsciis, ke tiu projekto estas tute ne konforma al la spirito de Esperanto, kies rimarkindan flexeblon Ido detruis per logika derivsistemo tro rigida por la ĉiutaga uzado de la lingvo skribe kaj parole, kaj ekde tiu tago mi komencis rifuti la pretendojn de Ido en la Int(ernacia) Scienca Revuo. Dum mia laboro por la riformo de Esperanto mi ekzamenis ne nur la projekton Ido, sed ankaŭ la interlingvojn el la skolo "naturista" (Occidental, Latino sine flexione, ktp.). Tia lingvoprojektoj estas interesaj, sed ilia aŭtoroj forgesis, ke la plej malfacila parto de la interlingva problemo ne estas la facila kompreno por la Okcidentanoj, sed la facila parolado por ĉiuj popoloj de la terglobo. Kaj [lo?] ankoraŭ pli malfacila ne estas krei interlingvon, sed ĝin vivigi, kaj tion sukcesis nur Esperanto; forlasi la bazon Esperantan kaj la grandegan laboron jam faritan de la Esperantistoj estus vera frenezaĵo, [tiente?] pli ke la Esperantistoj neniam akceptos lingvon tute novan.

### Traducción
Visitando perhazarde el 2º Congreso Mundial de Esperanto en Ginebra (en 1906), que se convirtió en esperantista y participé allí la fundación de la Asociación Científica Internacional de Esperanto, de la cual fui elegido secretario. Mientras que más de cinco años, que era también un jefe-editor de la revista científica internacional, el órgano oficial de la Asociación, que entonces tenía más de 800 miembros. En 1907 el 3er Congreso Mundial de Esperanto en Cambridge, que también asistí, y donde mi proyecto de internaciona helpmono fue aceptado por el Congreso. Después de este Congreso apareció una reforma de proyecto Ido, escrito por el Marqués de Beaufront y el Prof. Couturat. Inmediatamente me di cuenta de que este proyecto no es en absoluto de acuerdo con el espíritu de Esperanto, cuya Ido flexión notable destruida por el sistema derivado lógica demasiado rígido para el uso diario del idioma escrito y oral, y desde ese día empecé a contrarrestar las afirmaciones del Ido en la revista científica internacional. Durante mi trabajo para la reforma del Esperanto, he examinado no sólo el proyecto Ido, sino también la interlingvo de la escuela "naturalista"  (Occidental, Latino sine flexione, etc.). Tales proyectos lingüísticos son interesantes, pero sus autores olvidan que la parte más difícil del problema entre el lenguaje no es la fácil comprensión para los occidentales sino el discurso fácil para todos los pueblos del mundo. Y [? Lo] Aún más difícil que es la creación de una lengua, pero con vida, y se logró sólo de América; salir de la base esperanto y el enorme trabajo ya realizado por los esperantistas sería la verdadera locura, [tiente?] más de los esperantistas no aceptar nunca un lenguaje completamente nuevo.

### Las comparaciones entreEsperanto IIyEsperanto estándar
En el orden en el que aparecen en el pasaje anterior, estos son:
- -u: -on (ej. Kongresu: Kongreson, fondu: fondon).
- be: ĉe.
- te: je (fecha).
- farevis: fariĝis.
- ey: kaj.
- kaes: kies, de kiu.
- ki: ol.
- anke: ankaŭ.
- ta: tiu.
- kay: kiu?.
- pliente ki: pli ol.
- -n: -j (ej. yaron: jaroj, membrun: membrojn).
- kaw: kiun?.
- projekto: projekto.
- di: de (de agente).
- pos: post.
- cha: ĉiu.
- dey: de (de tiempo).
- tala: tia.
- li-n-a: ili-a (lin: ili è li più il plur. -n).
- lo: ?.
- ankore: ankoraù.
- ju: ĝin.
- tu: tion.
- tiente: ?.
- niam: neniam.